# تنادد

مبادئ التنادد: استخدمت العلاقات الأحيائية (الظاهرة بالألوان) لعظام الأطراف الأماميّة للفقاريات من قبل تشارلز داروين كحجة لصالح التطوُّر.

يشير مصطلح التنادد في علم الأحياء إلى وجود نسب مُشارَكِة بين زوج من البنى أو الجينات في أصناف مختلفة. أحد الأمثلة الشائعة على البنى المتناددة هي الأطراف الأماميّة في الفقاريات، حيث تكون أجنحة الخفَّاش وأذرع الرئيسيات والزعانف الأماميّة للحيتان والأرجل الأماميّة للكلاب والأحصنة فجميعها مُشتَقَّة من بنية واحدة لدى رباعيات الأطراف التي تُمثِّلُ سلفاً مشتركاً لها جميعها. يشرح علم الأحياء التطوريّ فكرة التنادد بأن البنى المتناددة تكيَّفت (تأقلمت أو تلاءمت) لأغراض مختلفة كنتيجة للتوريث مع حدوث تعديل على المادة الوراثية للسلف المشترك. تم شرح التنادد بواسطة نظرية تشارلز داروين في التطوُّر عام 1859، ولكن تم ملاحظته قبل هذه النظريّة، من قبل أرسطو ومن تبعه، وتم تحليلها بشكل واضح من قبل بيير بيلون في عام 1555. تم تطبيق هذا المصطلح homology في علم الأحياء من قبل عالم التشريح ريتشارد أوين عام 1843.

في علم الأحياء التطوُّريّ، تكون الأعضاء التي تطوَّرت في الجنين بنفس الطريقة ومن أصول مشابهة، كالمنشم المُطابق في القطاعات المتعاقبة لنفس الحيوان، تكون متناددة بشكل متسلسل. تتضمن أمثلة ذلك أرجل الحريشة، واللامسة الفكيّة السفليّة واللامسة الشفويّة لدى الحشرات، والنواتئ الشوكيّة للفقرات المتعاقبة في العمود الفقريّ. الأعضاء التكاثريّة لدى الذكور والإناث متناددة إذ تطوَّروا من النسيج الجنينيّ نفسه، كما هو الحال بالنسبة للمبايض والخصى عند الثدييات بما فيها الإنسان.

يُعرف التنادد التسلسليّ بين البروتين وسلسلة دنا بشكل مماثل لقضية السلف المشترك. فشدفتان من دنا قد تتشاركان السلف لأنهما ناتجتين عن حادثة انتواع أو حادثة تكرار. يتم الاستدلال على التنادد بين البروتينات والدنا من خلال تشابه التسلسل. فالتشابه الواضح دليلٌ قويّ أن سلسلتين مرتبطتين بتطور متباعد من سلف مشترك. يُستخدم تراصف عدة تسلسلات لاكتشاف المناطق المتناددة.

يبقى التنادد مثيراً للجدل في سلوك الحيوان، ولكن هناك أدلة توحي بأن هرميّة الهيمنة على سبيل المثال متناددة بين الرئيسيات.

## التاريخ

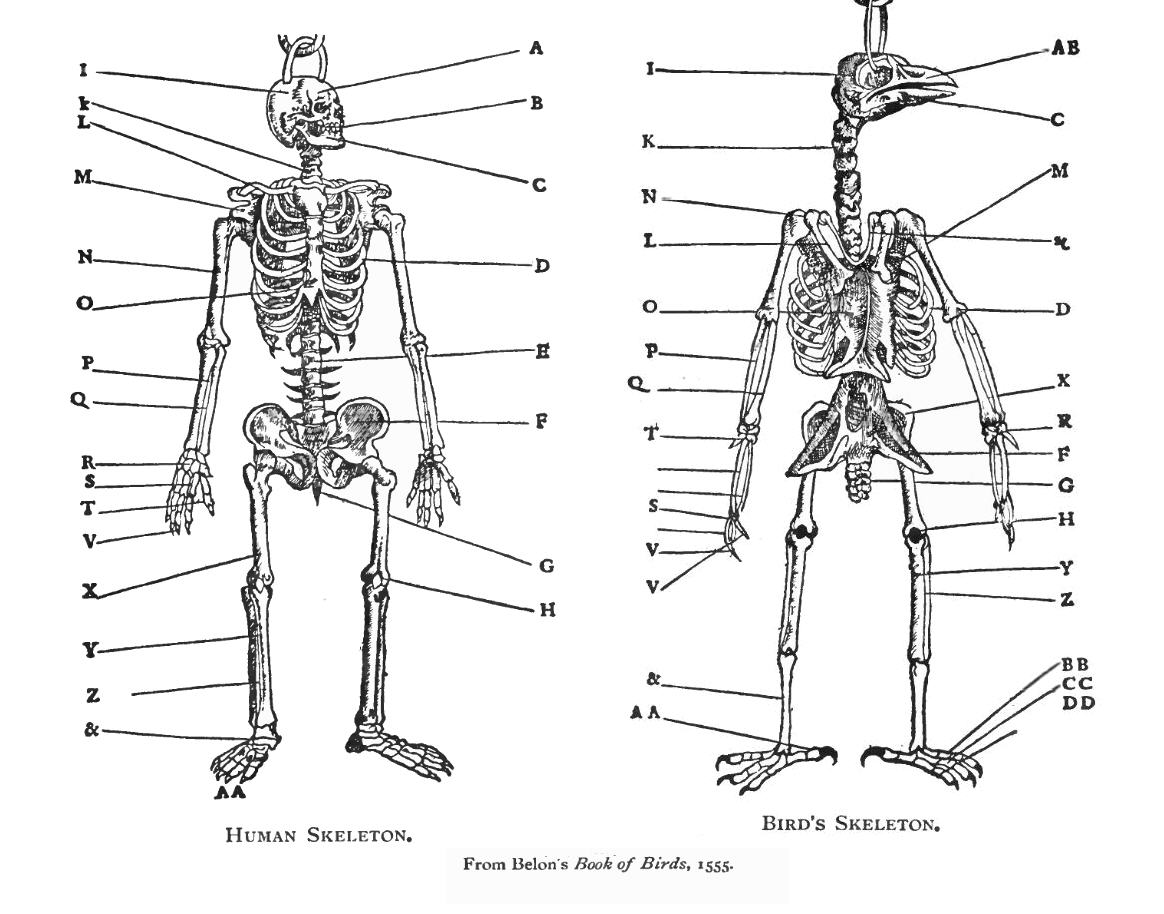
قارن بيير بيلون بين هياكل الطيور والبشر، في كتابه كتاب الطيور عام 1555.

لاحظ أرسطو التنادد (350 قبل الميلاد) وحلَّله بيير بيلون في كتابه كتاب الطيور عام 1555، حيث قارن جهازياً بين هياكل الطيور والإنسان. وتم تفسير نموذج التشابه كجزء من سلسلة استقرار سلسلة الوجود العظمى خلال العصور الوسطى وأوائل العصر الحديث: ولم يُنظر إليه بعد ذلك كتغيُّرٍ تطوريّ. كما حاز التنادد أهميّة في التقاليد الطبيعيّة الفلسفيّة الألمانيّة، حيث نُظر إليه كتجلِّي لوحدة الطبيعة. طرح جوته عام 17900 نظريته في مقال نشره بعنوان «ما وراء شكل النبات»، حيث أظهر خلال المقال أن أجزاء الزهرة مُشتَقَّةٌ من الأوراق. وُصف التنادد المتسلسل للأطراف لاحقاً في القرن الثامن عشر. حيث أظهر عالم الحيوان الفرنسيّ إيتيان جوفري سانت هيلار عام 1818 في نظرية المتناددات أنه وُجد بُنىً متشارَكة بين الأسماك والزواحف والطيور والثدييات. ذهب جوفري أبعد من ذلك، وسعى إلى إظهار التناددات بين تشعُّبات جورج كوفييه الواردة في كتاب مملكة الحيوان كالفقاريات والرخويات، إلا أن ادعائه أثار نقاشات كوفييه-جوفري عام 1830. ذكر جوفري مبدأ الارتباطات، أي أن المهم هو الوضع النسبيّ للبنى المختلفة وارتباطاتها ببعضها البعض. ذكر عالم الجنين الإستونيّ كارل إرنست فون باير عام 1828 ما يُسمى حالياً بـقانون فون باير في 1828، حيث لاحظ أن الحيوانات المرتبطة تبدأ تطوُّرها كأجنة متماثلة ثم تفترق، لذا فإن حيوانات نفس الفصيلة أكثر قرباً وعندما تفترق تكون أكثر تأخُّراً في افترقها من افتراق الحيوانات الموجودة في الرتبة نفسها فقط (دون أن تكون في الفصيلة نفسها) وتمتلك متناددات أقل. تعترف نظرية فون باير أن كل أصنوفة (كالعائلة مثلاً) له خواص مُتشاركة مميَّزة، وأن مستويات التطوُّر الجنينيّ للهرميّة التصنيفيّة: ليست نفسها في نظريّة التجميع. استُخدم مصطلح "homology" «تنادد» لأول مرة في علم الأحياء من قبل عالم التشريح ريتشارد أوين عام 1843 عندما درس التشابهات بين زعانف وأطراف الفقاريات، مناقضاً لمصطلح "analogy" «التشابه» الذي كان يُستخدم لوصف البنى المختلفة ذات الوظيفة الواحدة. عام 1859 شرح تشارلز داروين البنى المتناددة على أنها تعني أن الكائنات المعنية تتشارك في خطة جسميّة بدءاً من سلف مشترك، وأن هذه الأصناف فروع لشجرة واحدة للحياة.

## التعريف
| ند [ مفرد ] : ج أنداد : مثل ونظير هو نده - لا ند له في السباق - تعامل مع فلان تعامل الند للند - { فلا تجعلوا لله أندادا } ° ما له ند : ما له نظير . |
| —معجم اللغة العربية المعاصرة |

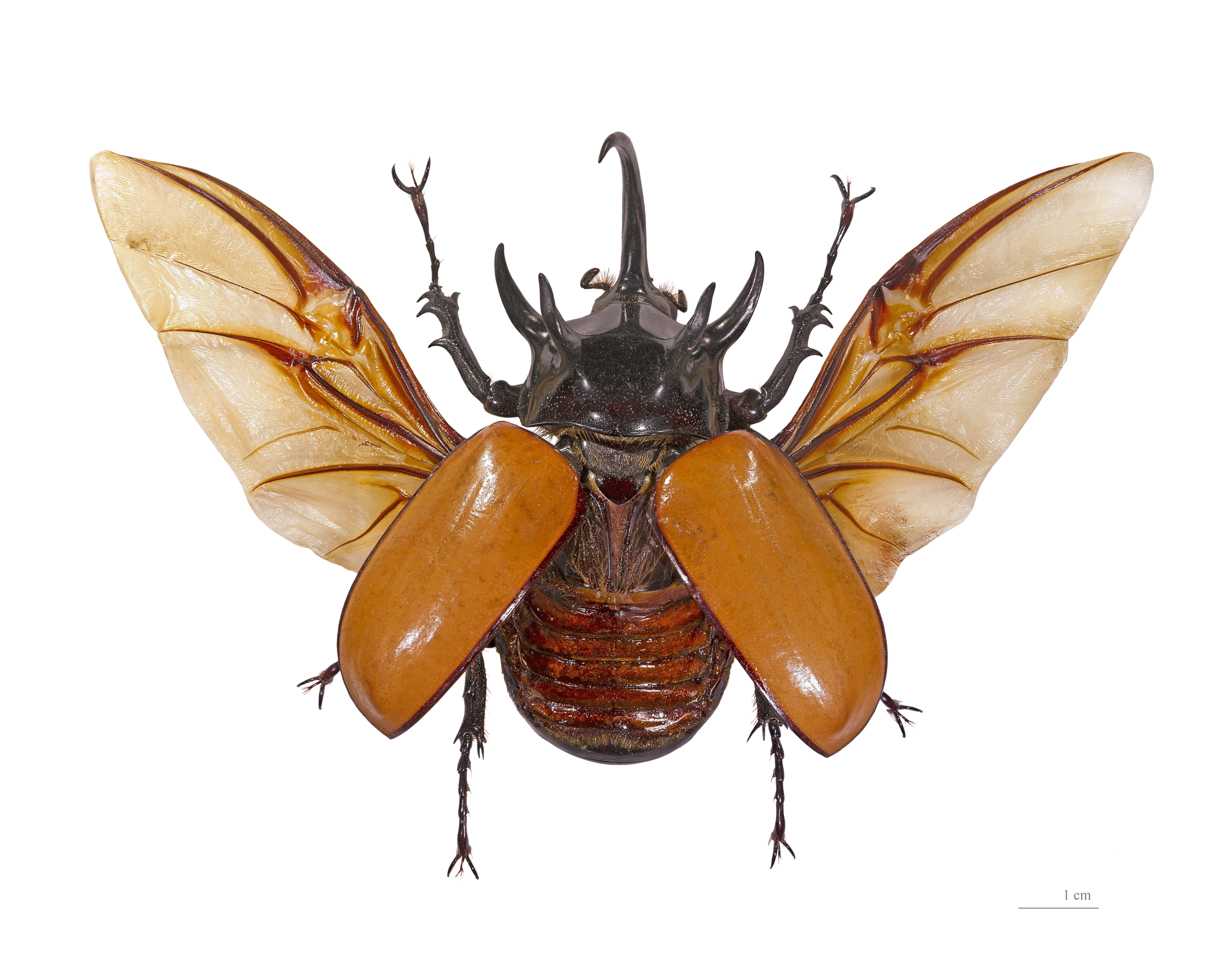
تطوَّرت الأجنحة الأمامية للخنافس إلى صناديق الأجنحة القاسية. فهذا العضو (صندوق الجناح القاسي) منادد للأجنحة الأمامية لباقي الحشرات.

صُكَّت كلمة homology حوالي عام 1656 مُشتَقَّةً من الكلمة الإغريقيّة (بالإغريقية: ὁμόλογος) التي تتألف من جذرين (بالإغريقية: ὁμός) والتي تعني «نفس» و (بالإغريقية: λόγος) والتي تعني «علاقة».

تتنادد البنى الأحيائيّة (البيولوجيّة) أو السلاسل في الأصنوفات المختلفة إذا كانت مُشتَقَّةً من سلف مشترك. فإن التنادد يعني تطور تباعدي. على سبيل المثال، العديد من الحشرات (كاليعسوب) تمتلك زوجين من أجنحة الطيران. في الخنافس، يتطور الزوج الأول من الأجنحة إلى أغطية جناحيّة قاسية (صناديق جناحيّة قاسية)، بينما في ذوات الجناحين فإن الزوج الثاني من الأجنحة بتطور إلى أثقال صغيرة لتحقيق التوازن.

و بالمثل، فإن الأطراف الأمامية للسلف المشترك للفقاريات قد تطوَّرت إلى زعانف أمامية بالنسبة للحيتان وأجنحة بالنسبة للطيور وأرجل أماميّة للكلاب والأيل والأحصنة وإلى أرجل أماميّة قصيرة للضفادع والسحالي وإلى يدين بالنسبة للرئيسيات بما فيها الإنسان. جديرٌ بالذكر أن العظام الرئيسية للذراع (العضد والكعبرة والزند) موجودة في أحافير الأسماك لحمية الزعانف كأسماك Eusthenopteron.

### التنادد والتشابه

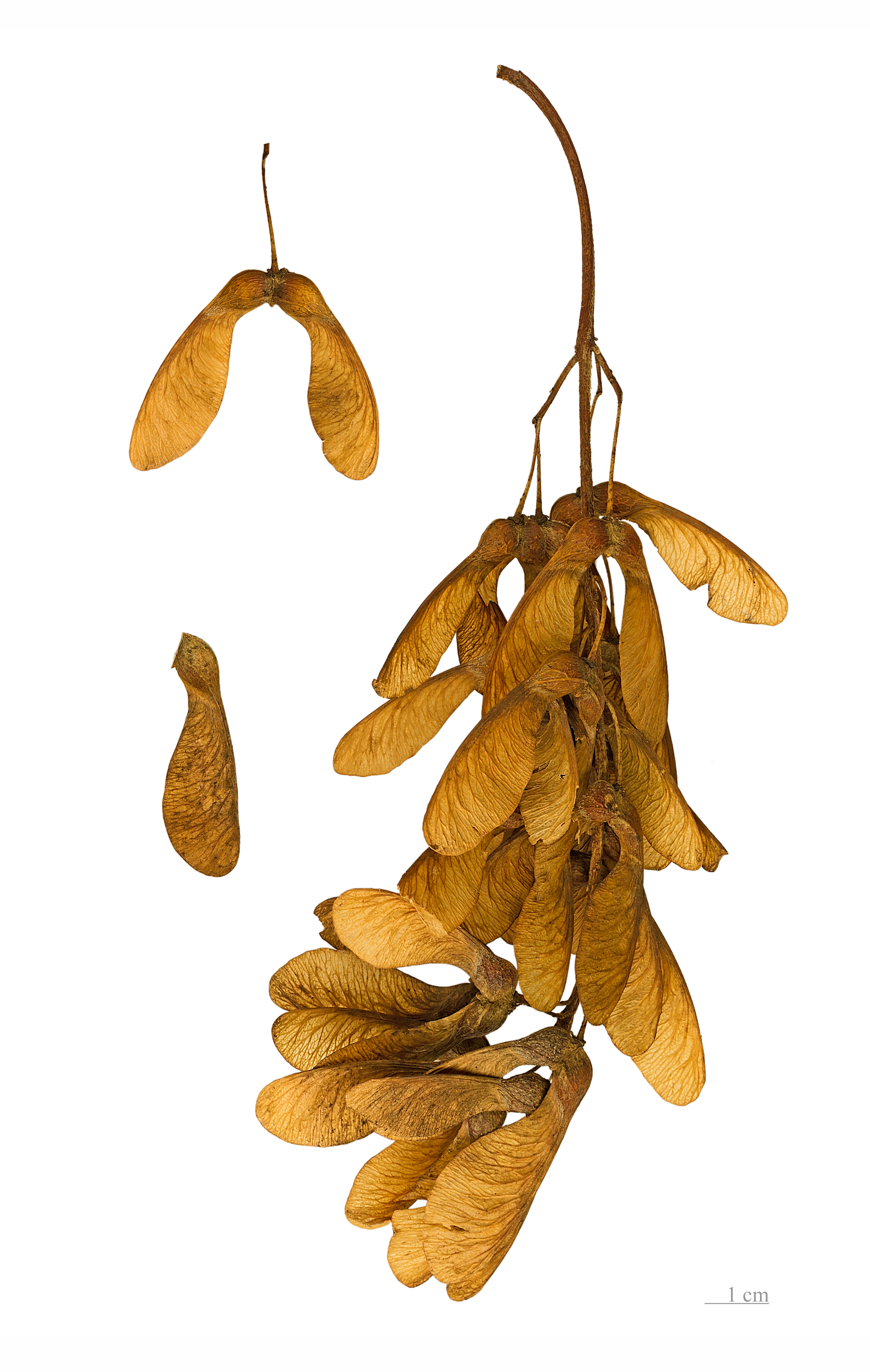
لثمار القيقب الدلبي الكاذب أجنحة تُشابه ولكن لا تُنادد أجنحة الطيور.

يُعاكس مفهوم الأعضاء المتشابهة مفهوم الأعضاء المتناددة، حيث يكون للأعضاء المتشابهة وظائف متشابهة في أصنوفتين مختلفتين ولكن هذه الأعضاء لم تكن موجودةً في آخر سلف مشترك، ولكن بدلاً من ذلك تطوَّرا بشكل منفصل. على سبيل المثال، تطوَّرت أجنحة الطيور والحشرات بشكل مستقل عن بعضهما البعض في مجموعات منفصلة على نطاق واسع، إلا أنها متقاربة وظيفياً لتُقدِّم وظيفة الطيران، لذا فإنها (أجنحة الطيور والحشرات) أعضاء متشابهة. وبالمثل، فإن أجنحة نبات القيقب الدلبي الكاذب وأجنحة الطيور أعضاءٌ متشابهة أيضاً ولكنها ليست متناددة، حيث أنهما (العضوان) يتطوران من بُنى مختلفة تماماً. يمكن لأي بنية أن تنادد أخرى في مستوى واحد، وأن تشابه بنىً في مستوى آخر. فأجنحة التيروصور والطيور والخفافيش متشابهة كأجنحة وهي متناددة كأطراف أماميّة لأن العضو يخدم كذراع (و ليس كجناح) في آخر سلف مشترك لرباعيات الأطراف وتطوَّرت بطرق مختلفة في هذه المجموعات. لذا في التيروصور ينطوي الجناح على كونه من طرف أمامي وخلفيّ. يُسمَّى التشابه homoplasy في الكلاديسيات أو التصنيفات التفرعيّة و (homoplasy) مصطلح يشير إلى تشارك الصفات من قِبل مجموعة من الأنواع الحيّة ولكنها (هذه الصفات غير موجودة في السلف المشترك. ومن الأمثلة الجيّدة تطوُّر العين التي تنشأ بشكل مستقلّ في أنواع مختلفة، وعندما يحدث هذا يُدعى التقارب). في حين يُسمَّى في علم الأحياء التطوريّ بالتطوُّر التقاربيّ أو المتوازي.

### في التصنيفات التفرعية
تُستخدم المصطلحات التخصصيّة في بحوث التصنيف. فمصطلح التنادد الأوليّ (الأساسيّ) هو الفرضيَّةٌ الأوليّة التي يصوغها الباحث اعتماداً على بنية متشابهة أو اتصالات تشريحيّة مستنتجاً أن صفتين تتشاركان سلفاً. أما التنادد الثانويّ فيُضمَّن ضمن تحليل شحيح، حيث أن الصفة التي تحدث فقط مرَّةً على شجرة تؤخذ على أنها متناددة. وكما هو وارد في التعريف، فإن العديد من التصانيف الفرعيّة (الكلاديستات) تعتبر التنادد ترادف مع الترادف الاشتقاقيّ الشكليّ، وهو صفة مُشتَقَّة مُتشاركة أو حالة خِلِّة (صفة) تُميِّز فرعاً حيوياً عن كائنات حية أخرى.

## في الأصنوفات المختلفة

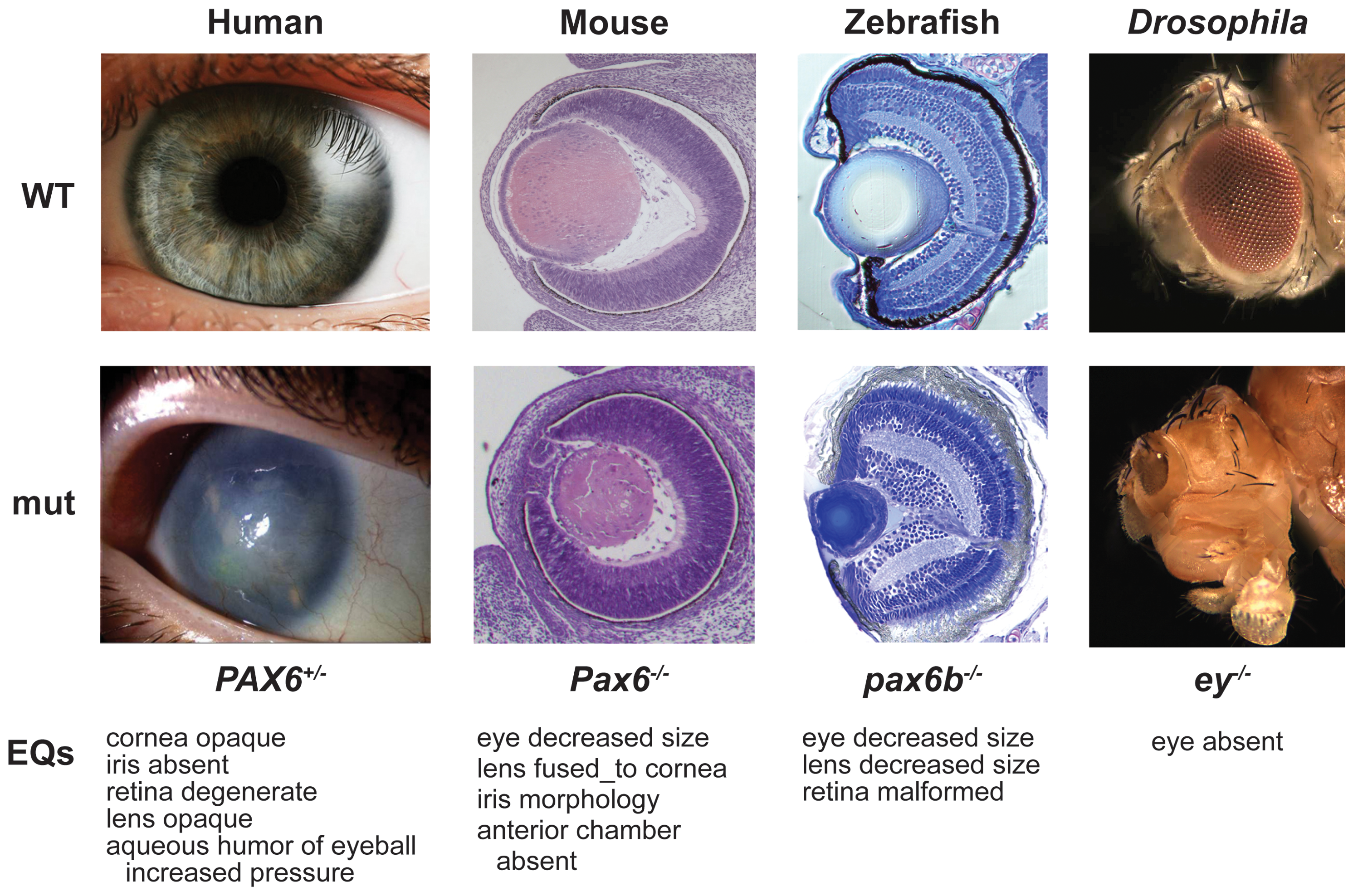
تؤدي اختلافات بروتين PAX6 ييإلى تبدلات مماثلة في شكل العين و وظيفتها بين مجموعة واسعة من الأصنوفات الأحيائية.

تقدِّمُ التناددات الأساس الأصوليّ للتصنيف الأحيائي (البيولوجيّ)، على الرغم من أن بعضها قد تكون غير بديهيّة (غير متوقَّعة) بشكل كبير. على سبيل المثال، التناددات العميقة كتناددات جينات PAX6 التي تتحكَّم بتطور العينين لدى الفقاريات ومفصليات الأرجل غير متوقَّعة، حيث تختلف الأعضاء تشريحياً وتبدو كما لو أنها قد تطوَّرت بشكل مستقلّ تماماً.

### في المفصليات
تباينت القطاعات الجسميّة الجنينيّة (الجسيدات) لمفصليات الأرجل المختلفة وتشعَّبت من مخطط جسميّ بسيط له عدة زوائد متماثلة، وهذه الزوائد متناددة بشكل تسلسليّ، وتطوَّر هذا المخطط البسيط إلى عدِّة مخططات جسميّة تمتلك شدفات ولها زوائد متخصِّصة. وقد اِكتُشفت التناددات بين هذه البنى السابقة عبر مقارنة الجينات في ظل علم الأحياء التنمويّ التطوريّ.
| جسيدة (قطعة الجسم) | مفصليات ثلاثية الفصوص (الترايلوبيت) (مفصليات ثلاثية الفصوص) | عنكبوت (كلابيات القرون)        | حريشة (كثيرات الأرجل)    | حشرة (سداسيات الأرجل)    | روبيان (قشريات)                    |
| ------------------ | ----------------------------------------------------------- | ------------------------------ | ------------------------ | ------------------------ | ---------------------------------- |
| 1                  | قرون الاستشعار (هوائيات)                                    | التآشير (الفك السفليّ والأنياب) | قرون الاستشعار (هوائيات) | قرون الاستشعار (هوائيات) | قرون الاستشعار (الهوائيات) الأولى  |
| 2                  | زوج الأرجل الأولى                                           | لامسات                         | -                        | -                        | قرون الاستشعار (الهوائيات) الثانية |
| 3                  | زوج الأرجل الثانية                                          | زوج الأرجل الأولى              | الأفكاك العلويّة          | الأفكاك العلويّة          | الأفكاك العلويّة                    |
| 4                  | زوج الأرجل الثالثة                                          | زوج الأرجل الثانية             | الفك السفليّ الأول        | الأفكاك السفليّة الأولى   | الأفكاك السفليّة الأولى             |
| 5                  | زوج الأرجل الرابعة                                          | الأرجل الثالثة                 | الأفكاك السفليّة الثانية  | الأفكاك السفليّة الثانية  | الأفكاك السفليّة الثانية            |
| 6                  | زوج الأرجل الخامسة                                          | زوج الأرجل الرابعة             | عنق (لا أرجل)            | زوج الأرجل الأولى        | زوج الأرجل الأولى                  |
| 7                  | زوج الأرجل السادسة                                          | -                              | زوج الأرجل الأولى        | زوج الأرجل الثانية       | زوج الأرجل الثانية                 |
| 8                  | زوج الأرجل السابعة                                          | -                              | زوج الأرجل الثانية       | زوج الأرجل الثالثة       | زوج الأرجل الثالثة                 |
| 9                  | زوج الأرجل الثامنة                                          | -                              | زوج الأرجل الثالثة       | -                        | زوج الأرجل الرابعة                 |
| 10                 | زوج الأرجل التاسعة                                          | -                              | زوج الأرجل الرابعة       | -                        | زوج الأرجل الخامسة                 |

جينات النحَّت في تقطُّع (علقة) مفصليات الأرجل.

بين الحشرات، يُمثِّلُ لاسع نحل العسل الإناث مسرأاً مُعدَّلاً، وهو منادد للمسرأ في الحشرات الأخرى كمستقيمات الأجنحة ونصفيات الأجنحة وغشائيات الأجنحة التي لا تحوي لاسعات.

### في الثدييات
تُستخدم عظيمات السمع الثلاث الموجودة في الأذن الوسطى لدى الثدييات بما فيها الإنسان، وهي المطرقة والسندان والركاب، تُستخدم هذه العُظيمات الثلاث لنقل الصوت من غشاء الطبل إلى الأذن الداخليّة. تطوَّرت عظام المطرقة والسندان في الجنين من بُنى تُشكِّلُ عظام الفك (العظام المُربَّع والمِفصليّ) في السحالي وفي الأحافير الشبيهة بالسحالي من أسلاف الثدييات. كلا خطي الأدلة يُظهران أن هذه العظيمات الثلاث مُناددة وتتشارك سلفاً مشتركاً.

و من بين العديد من المتناددات في الأجهزة التكاثريّة للثدييات، تبرز المبايض والخصى كأبرز المتناددات.

يمكن فهم الأعضاء البدائيّة كعظم العصعص (الذيل البشريّ)، والتي تقلّ الآن كثيراً عن حالتها الوظيفيّة، يمكن فهمها كإشارات للتطوُّر، حيث تُفسَّر هذه الإشارات على أن الانتخاب الطبيعيّ تخفيض هذه الأعضاء من أجهزتها الوظيفيّة عندما لم تعد هناك حاجة لوظائفها، ولا يوجد أي معنى على الإطلاق لوجودها إذا ما كانت الأنواع الحيّة ثابتة. فعظم العصعص لدى الإنسان منادد للذيل لدى الرئيسيات الأخرى.

## في النباتات

### الأوراق والجذوع والجذور
في العديد من النباتات، تُصنَع بُنى دفاعيّة أو تخزينيّة عبر تعديل تطوُّر الأوراق أو الساق أو الجذور الأوليّة. تُعدَّل الأوراق بشكل مختلف من بُنى التركيب الضوئي لتُشكِّل مادة مُلصِقة على سطوحها للحشرات بالنسبة لنبات الإبريق، وفكين مُحاصرين لخناق الذباب، وأشواكاً بالنسبة للصبار، وجميع هذه البنى (الأباريق الهاضمة للحشرات والفكين المحاصرين وأشواك الصبَّار) متناددة.
| الأعضاء الأوليّة | البنى الدفاعيّة | البنى التخزينيّة                                                          |
| --------------- | -------------- | ------------------------------------------------------------------------ |
| الأوراق         | الأشواك        | الأوراق المتورِّمة (مثلاً النباتات العصارية)                                |
| الجذوع          | الإبر          | الدرنات (مثلاً البطاطا) والجذمور (مثلاً الزنجبيل) والجذوع اللحميّة (الصبَّار) |
| الجذور          | -              | الدرنات الجذريّة (مثلاً البطاطا الحلوة) والجذور الوتديّة (مثلاً الجزر)       |

تتنادد أوراق مُركَّبة محددة لنباتات مُزهرة مع الأوراق والبراعم على حدٍّ سواء، لأن تناميها قد تطوَّر من فسيفساء جينيّة لتطوُّر أوراق وبراعم.

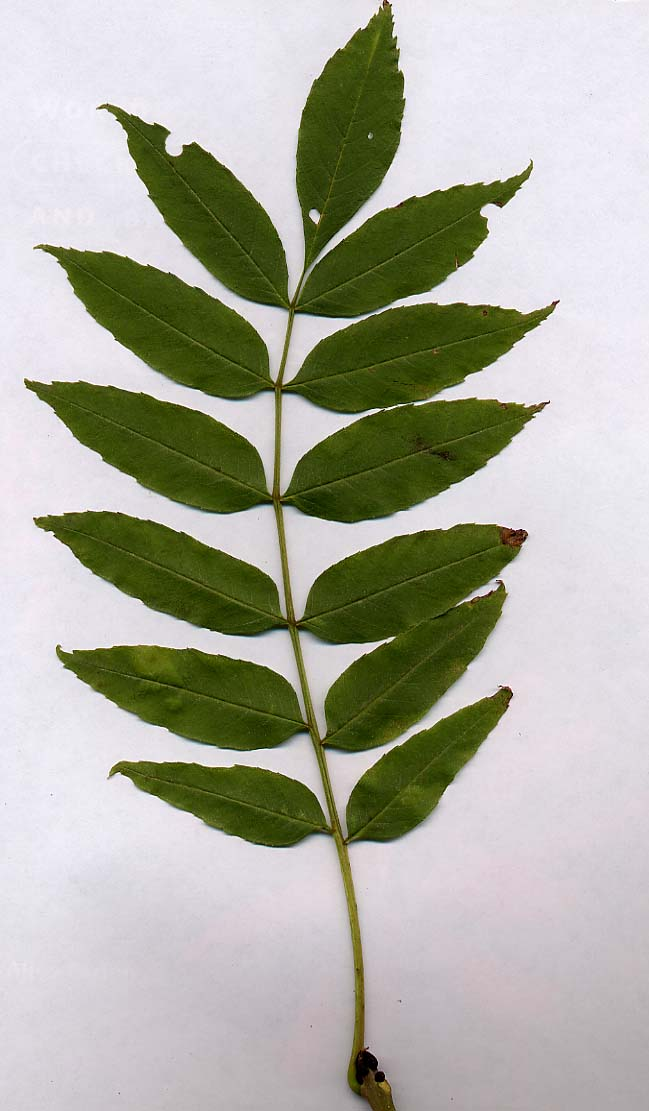
ورقة ريشيّة واحدة لنبات المران العالي
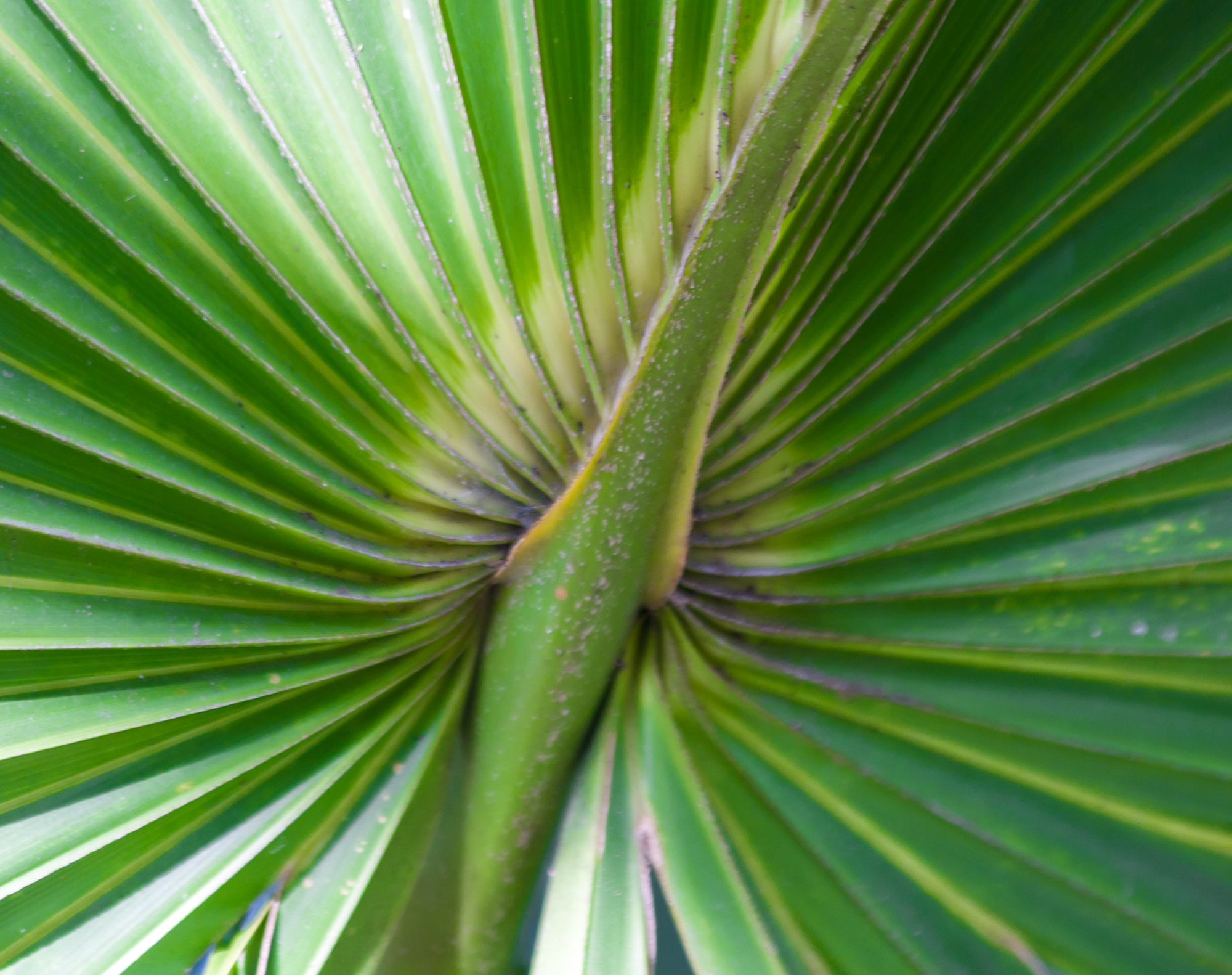
تفصيل لورقَة راحيّة
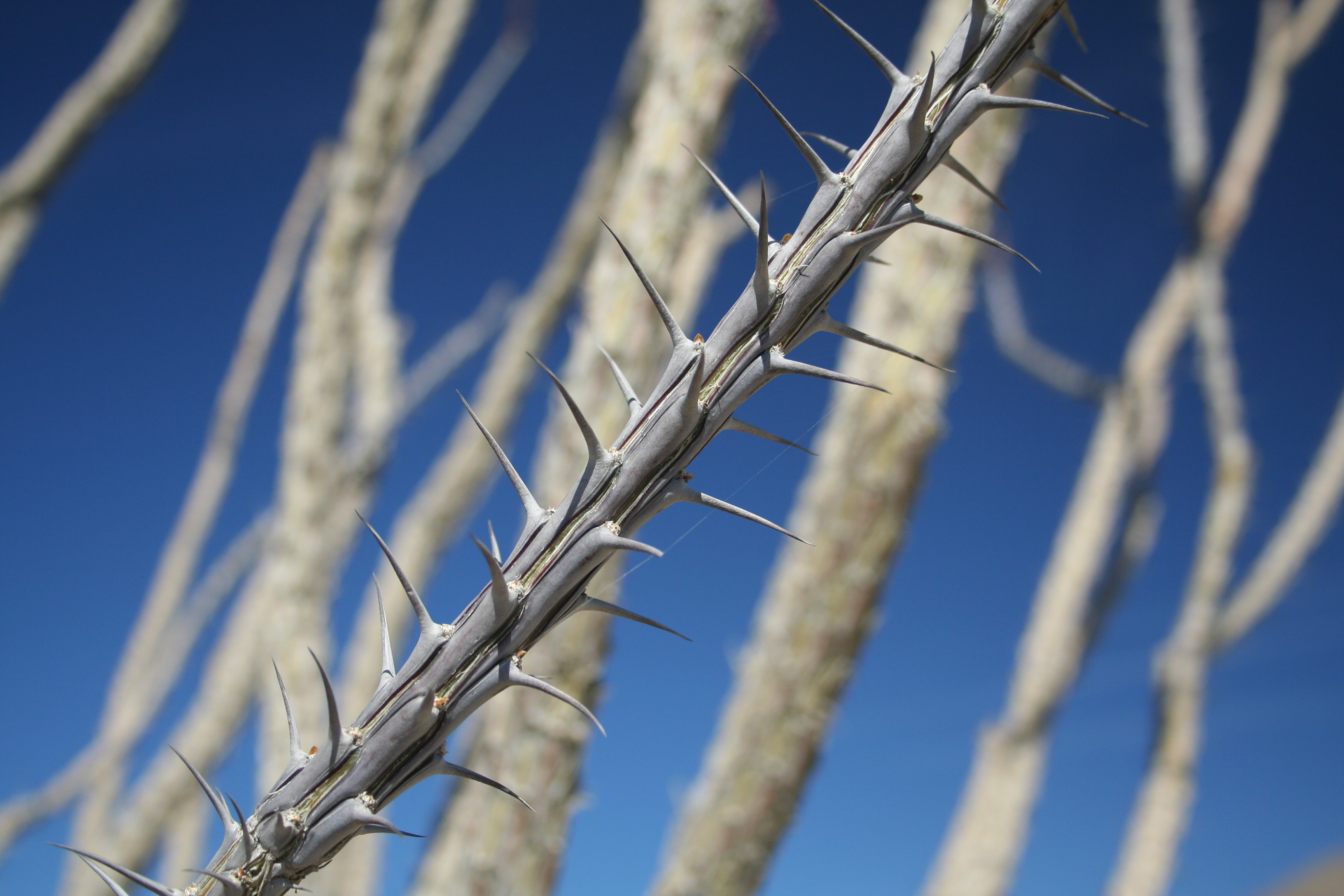
أوراق سويقات تأقلمت (تكيَّفت لتكون) كأشواك في نبات Fouquieria splendens
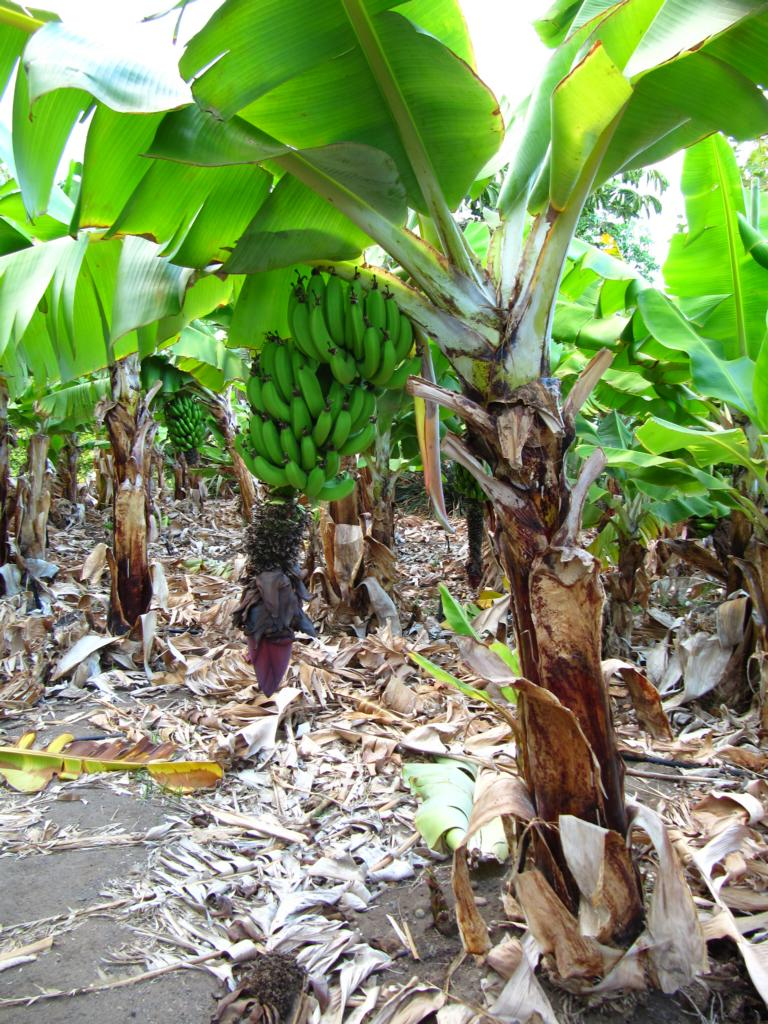
الأوراق الكبيرة جداً للموز، موز مستدق
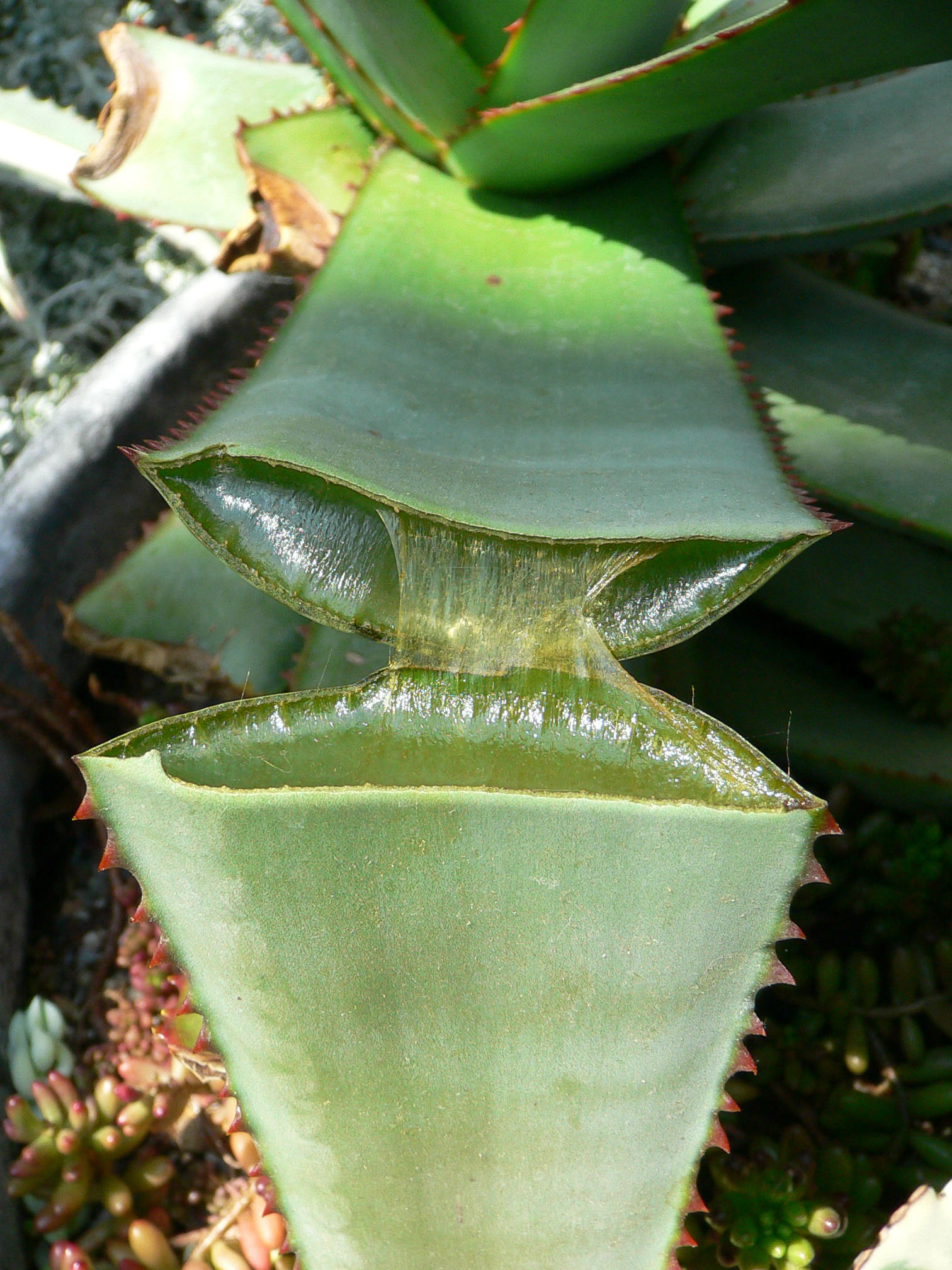
ورقة واذمة مائيّة تخزينيّة لنبات الصبر
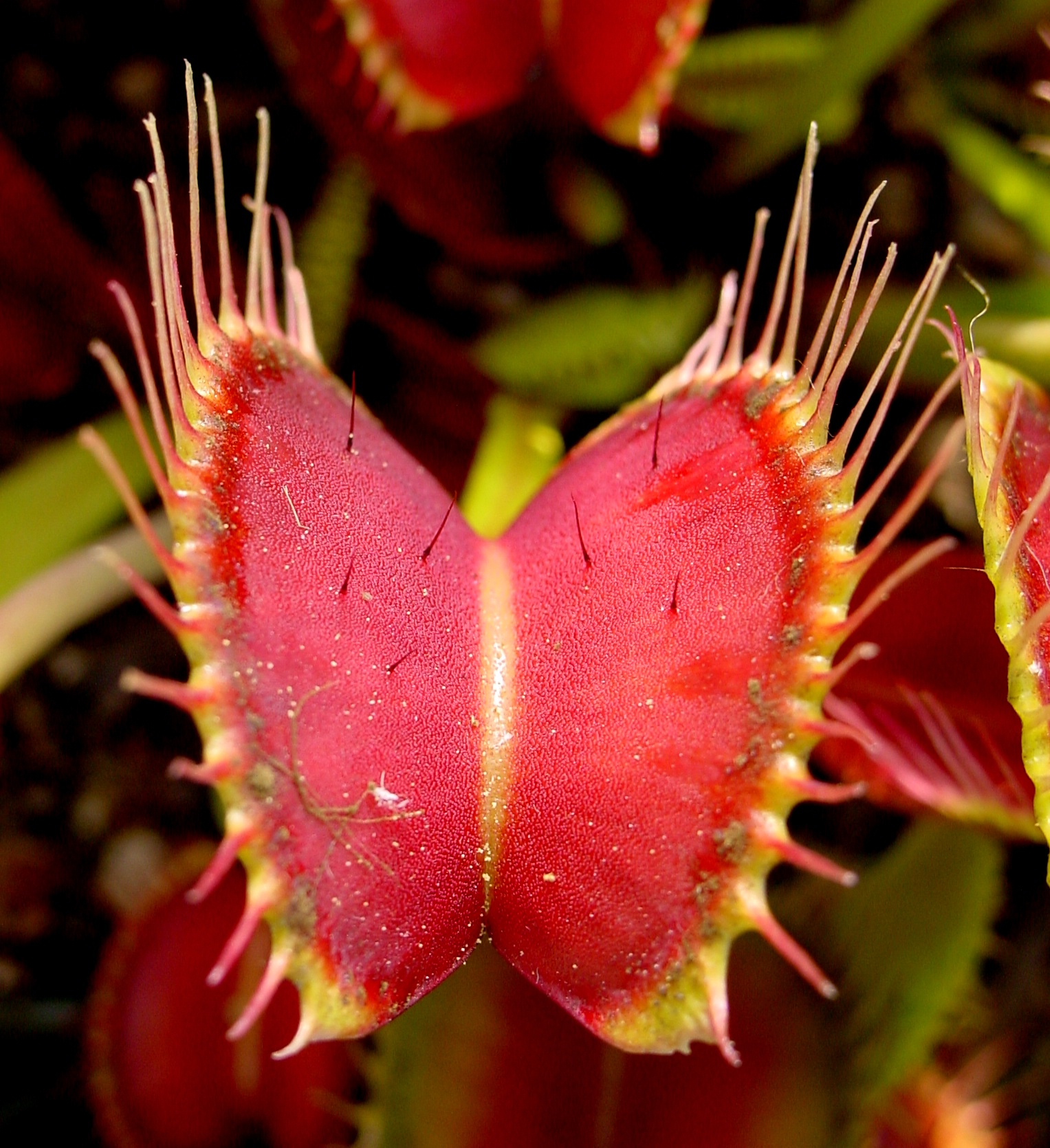
ورقة مُحاصرة للحشرات من نبات خناق الذباب
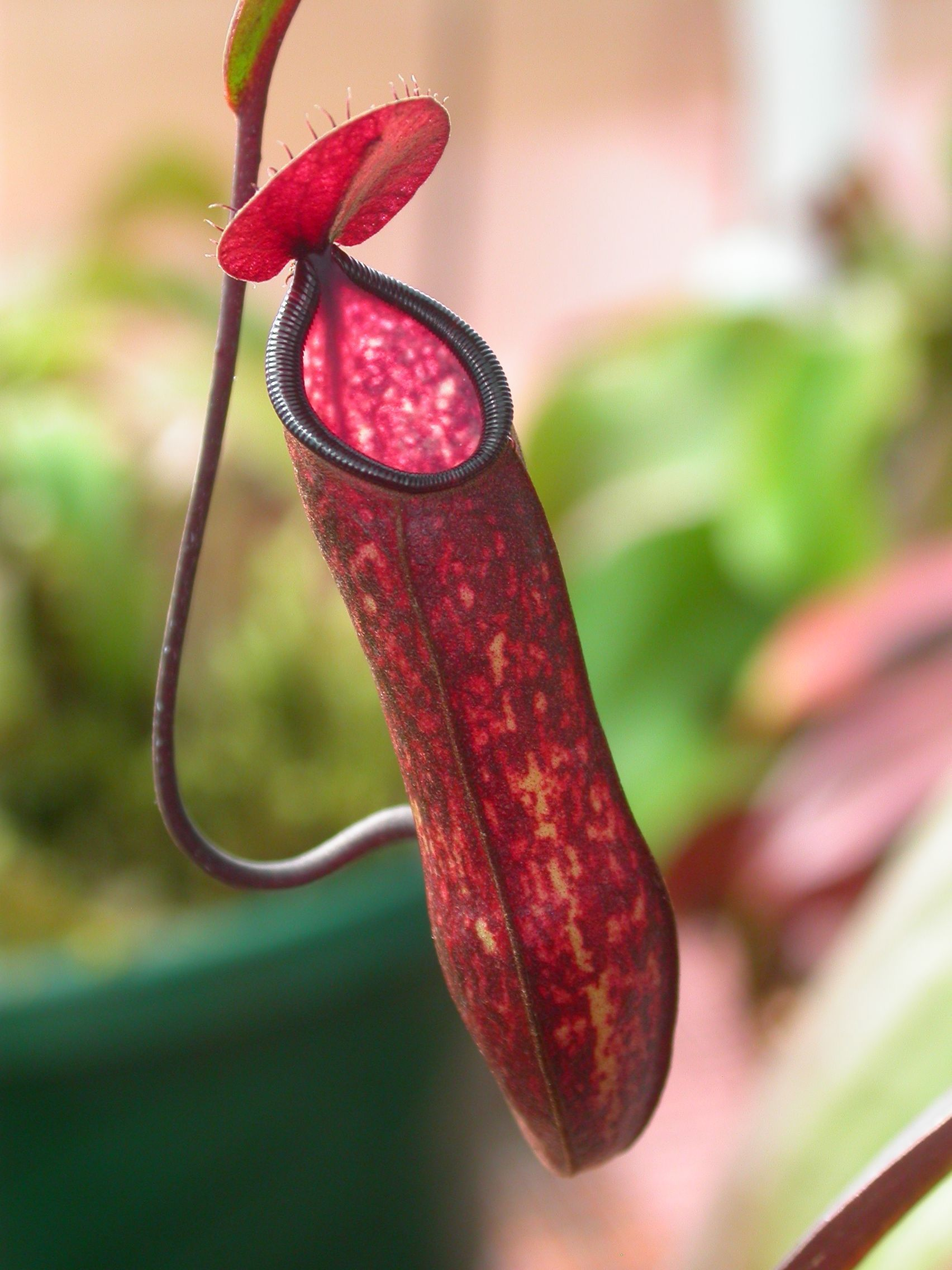
ورقة مُحاصرة للحشرات تعود لنبات الإبريق
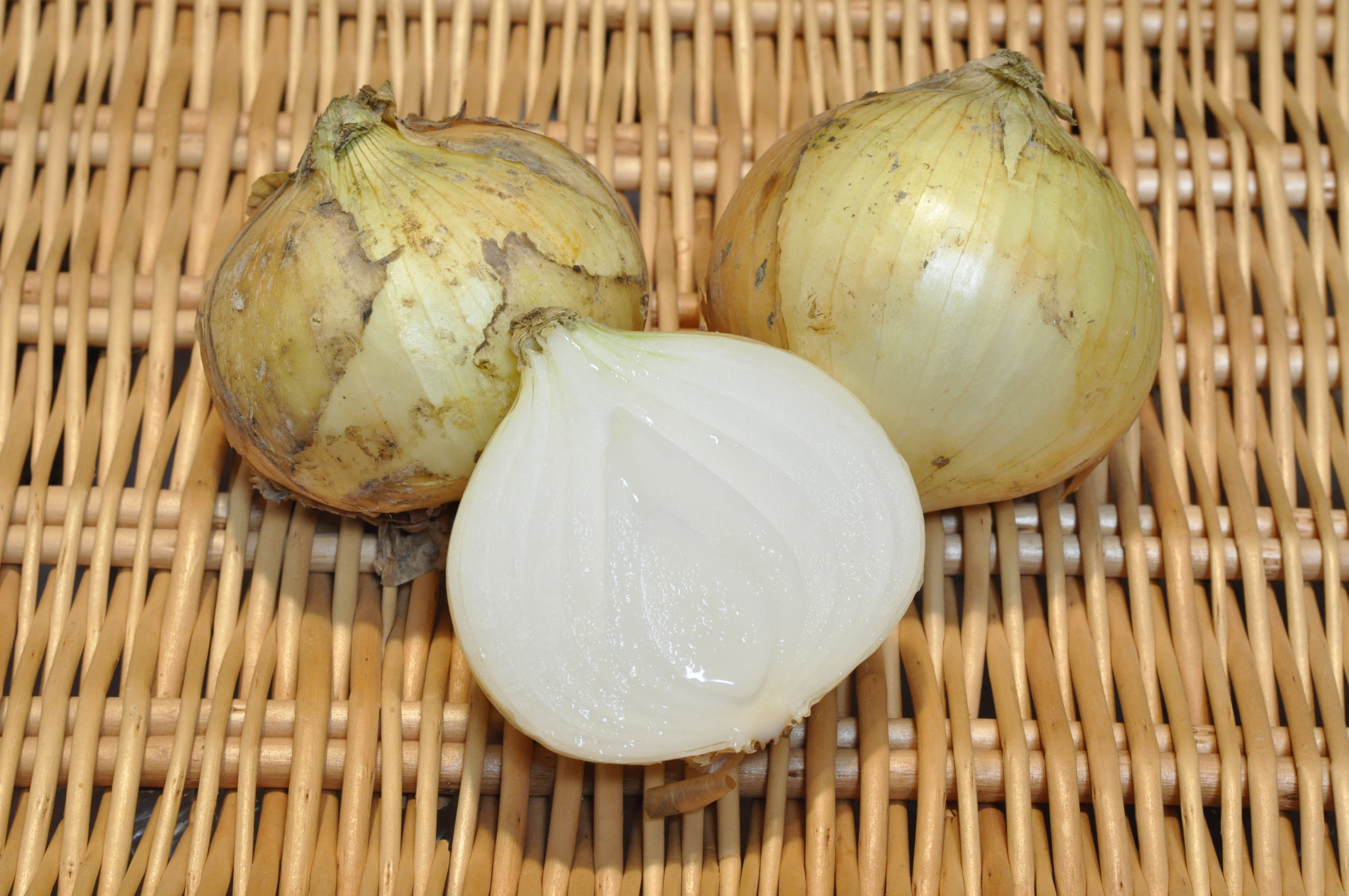
أوراق تخزين الطعام لبصلة البصل

#### أجزاء الزهرة

نموذج أ ب ج لتطوُّر الزهرة. تؤثر جينات الصنف أ في كأس الزهرة (السبلات) و البتلات، بينما تؤثر جينات الصنف ب في البتلات و الأسدية، أما جينات الصنف ج فتؤثر في الأسدية و المتاع (المدقة). ففي دُوَّارتين محددتين من البارض (نسيج نباتي قابل للتكاثر) الزهري، يُفَعَّل كل صنف من الجينات المُحدِّدة للأعضاء.

تتنادد الأنماط الأربعة لأجزاء الزهرة وهي المتاع (المدقة) والأسدية والبتلات وكأس الزهرة (السبلات)، وتُشتَقُّ من الأوراق كما لاحظ جوته في عام 1790. وصف جوته كذلك تنامي هذه الأجزاء خلال نموذج من نماذج التعبير الجينيّ في المناطق الناميّة (البارضات) بنموذج أ ب ج لتنامي الزهرة. يتنامى كل نمط من الأنماط الأربعة لأجزاء الزهرة بشكل متسلسل في إطار حلقات عمل مُعيَّنة، تتحكَّم بها عدد قليل من الجينات التي تمارس تأثيراً بأجزاء زهريّة مختلفة غالباً. لذا فإن الجينات أ تعمل وحيدةً مما يؤدي لتشكيل كأس الزهرة (السبلات)، بينما تعمل الجينات أ وب معاً لتشكيل البتلات، وتعمل الجينات ب وج نعاً لخلق الأسدية، فيما تعمل الجينات ج وحيدةً لتشكيل المتاع (المدقة). وعندما لا يكون أي مجموعة من مجموعات الجينات السابقة مُفعَّلةً، تتشكَّل الأوراق. هناك أيضاً مجموعتان جينيَّتان أخريان هما المجموعة د لتشكيل البويضات والمجموعة هـ (E) للتجعُّدات الزهريّة. هذه الجينات قديمة بشكل واضح، كقدم النباتات المزهرة بحد ذاتها.

## علم الأحياء التطوري

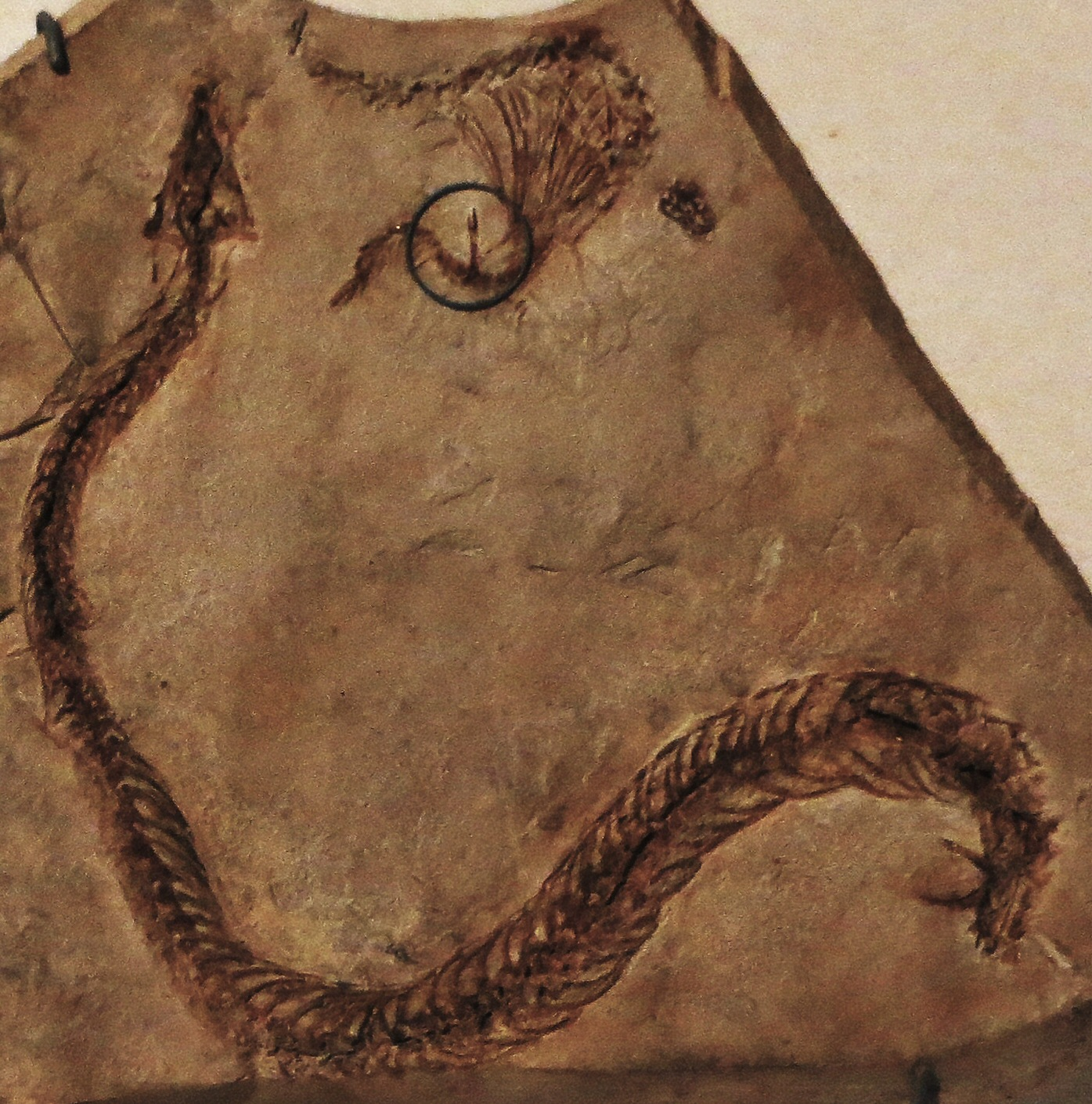
امتلك الثعبان الطباشيريّ 'Eupodophis أرجلاً خلفيّة (مُشار إليها بدائرة)

يمكن لعلم الأحياء التطوري أن يحدد البنى المتناددة التي تنشأ من النسيج نفسه في التخلُّق الجنينيّ. على سبيل المثال، لا تمتلك الثعابين البالغة أرجلاً، ولكن لأجنتها في مراحل باكرة براعم طرفيّة لأرجل خلفيّة، ولكنها تتراجع بتنامي الجنين. يؤكَّد امتلاك أسلاف الثعابين لأرجلٍ خلفيّة من خلال الأدلة الأحفوريّة: يمتلك الثعبان الطباشيريّ Pachyrhachis problematicus أرجلاً خلفيّة كاملة تشتمل على ورك (عظام الحرقفة والعانة والإسك) وعظم فخذيّ (فخذ) وعظمي ساق (ظنبوب وشظية) وعظام أقدام (عظم العَقِب وعظم الكاحل) كما هو الحال الآن في رباعيات الأطراف.

## التنادد التسلسلي

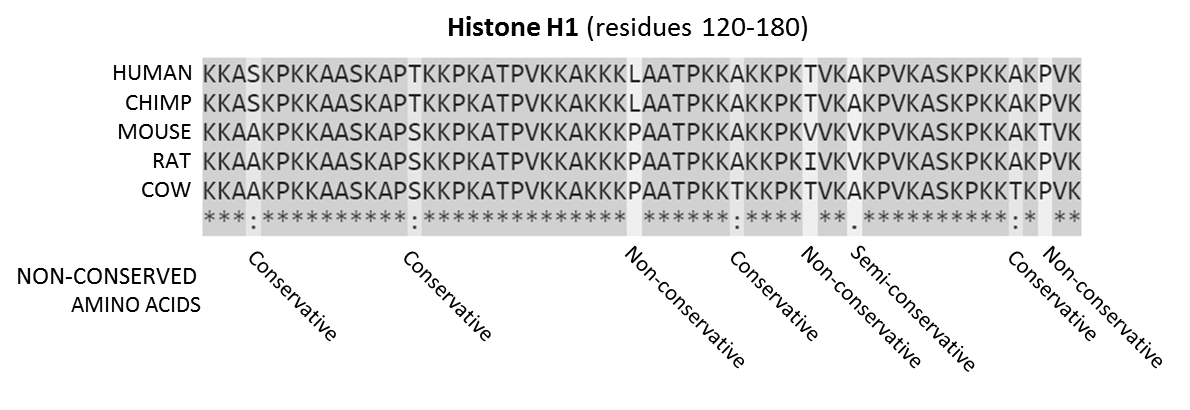
ترصيف سلسلة لحموض أمينيّة لبروتينات الهستون الثديية. تم الحفاظ على التسلسلات عبر الأنواع الخمسة التي تم تحليلها(مُشار إليها باللون الرماديّ). تم الإشارة إلى الطفرات المُحافظة و نصف المُحافظة و غير المُحافظة في الشكل.

كما هو الحال في البُنى التشريحيّة، يُعرَّف التنادد التسلسليّ بين البروتين أو سلاسل الدنا بأنه الاشتراك بسلف. يمكن أن يتشارك تسلسلان لدنا بسلف لأنهما ناجمان عن حادثة انتواع أو تضاعف. عادةً ما يُستدَلُّ على التنادد بين البروتينات والدنا من تشابه التسلسلات. والتماثل الواضح دليلٌ قويّ أن تسلسلان مرتبطان بتطوُّر متباعد لسلف مشترك. يُستخدم ترصيف عدة سلاسل للإشارة إلى أيٍّ من المناطق من كل سلسلة متناددة.

تكون التسلسلات المتناددة ناجمة عن حادثة انتواع إذا انحدرت جميعها من تسلسل سلف ذاته ويحدث الانفصال بحادثة انتواع: عندما ينفصل نوعٌ ما إلى نوعين منفصلين، يُقال حينها عن نسخ الجين الموجودة في النوعين الناتجين، يُقال عنها أنها متناددة ناجمة عن حادثة انتواع. تمت صياغة مُصطلح ortholog و orthologous فيما بعد للإشارة إلى التنادد الناجم عن انتواع، وصِيغ هذا المُصطلح عام 1970 من قِبل عالم التطوُّر الجزيئيّ والتر فيتش.

بينما يُشار إلى التسلسلات المتناددة بِكلمة paralogous عند الحديث عن تسلسلان متناددان ناجمان عن حادثة تضاعف داخل الجينوم. وبالنسبة لأحداث التضاعف الجينيّة، إذا تضاعف جين داخل كائن حيّ ليحتلَّ موقعين في الجينوم ذاته، يُطلق على الجينين النسختين صفة paralogous. تنتمي الجينات الناجمة عن حادثة تضاعف غالباً إلى الأنواع ذاتها. ومن الممكن أن تشكل شكل بنية الجينوم بأكمله وبالتالي تشرح تطوُّر الجينوم إلى محتوى كبير. تتضمن الأمثلة، العلبة المثلية أو ما يُدعى بصندوق النحَّت (جينات النحَّت) في الحيوانات. لاتخضع هذه الجينات إلى التضاعف الجينيّ داخل الصبغيات، بل تضاعفات الجينوم بأكلمه. وكنتيجة، تنتشر جينات النحَّت في معظم الفقاريات بين صبغيات متعددة: وقد دُرست تجمُّعات النحَّت A-D بشكل جيِّد في هذا المجال.

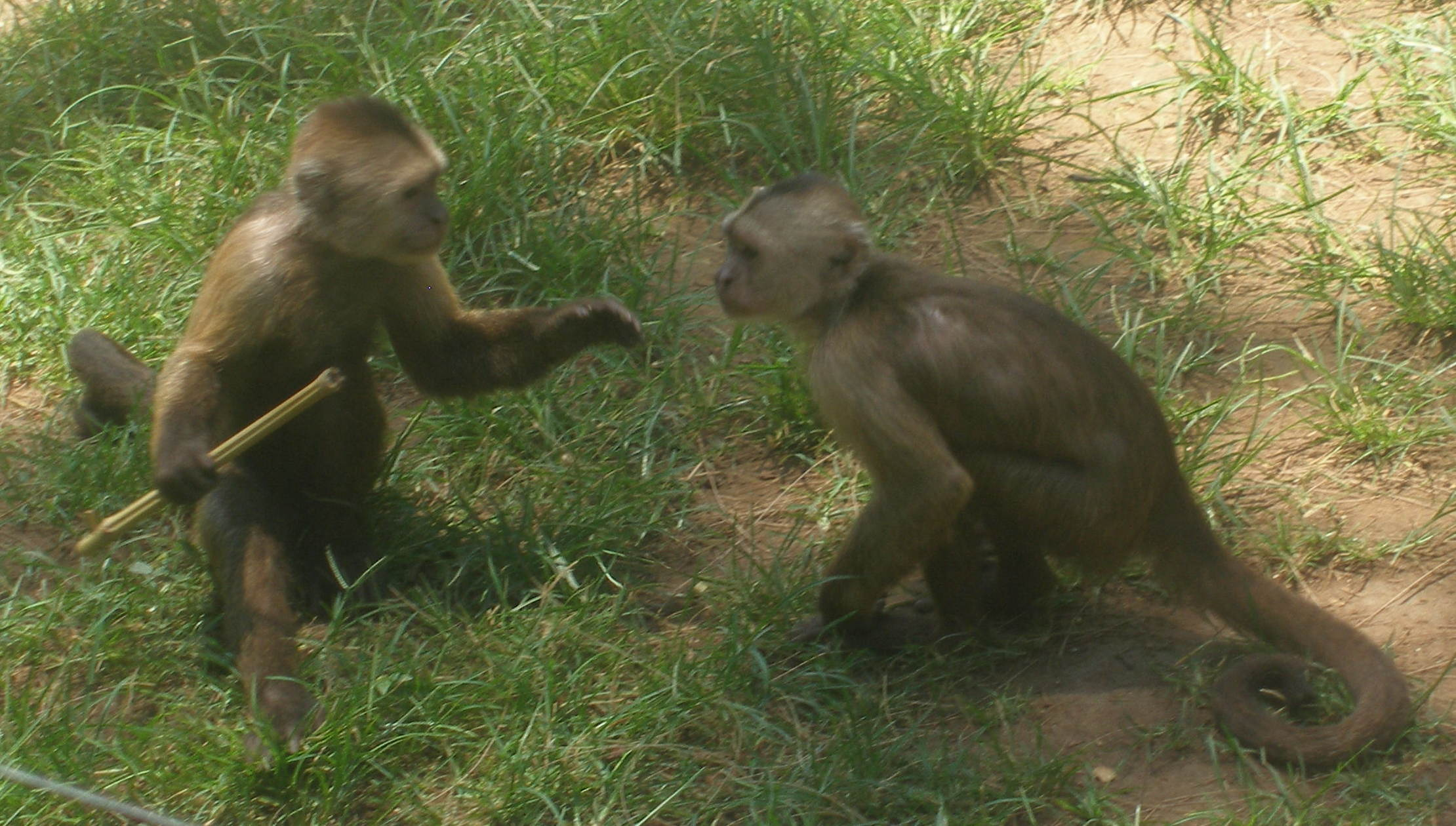
قد تكون سلوكيات هرميّة الهيمنة، كما في سعادين كبوشي زيتوني متناددة بين الرئيسيَّات.

## في السلوك
اقترح أن بعض السلوكيَّات قد تتنادد، اعتماداً على التشارك بين الأصنوفات المرتبطة أو على الأصول الشائعة لهذه السلوكيَّات في تطوُّر الأفراد، على الرغم من أن هذا الطرح ما يزال مُثيراً للجدل. على سبيل المثال، يجادل دي. دبليو. راجيكي وراندال سي. فلانيري، مستخدمين بيانات متعلِّقة بالبشر والرئيسيات مما سوى البشر، يجادلان بأن نماذج السوك في هرميَّات الهيمنة متناددة بين الرئيسيّات.

## التنادد وعلم الوراثة
هناك فكرةٌ تنص على احتمال وجود المعلومات بشكل مشفرٍ في جينات الكائن الحي. في ثلاثينيات القرن العشرين، فسّر تخليق نظرية داروين وعلم الوراثة السكانية التطورَ باعتباره تغييراً في ترددات الجينات، وبعد عدة عقود أوصل اكتشاف بنية ووظيفة الـ DNA هذا التفسير إلى المستوى الجزيئي.

## الاستنتاج
في عام 1802، كتب ويليام بيلي مثالاً عن شخص ما يعبر أرضاً خضراء ويجد حجراً، يمكن لهذا الشخص أن يعزو وجود الحجر لأسباب طبيعية غير هادفة. أما عند العثور على ساعة مثلاً، سيلاحظ الشخص وجود “عدة أجزاء مؤطرة ومجمعة لغرض معين”. يستنتج المرء في هذه الحالة أن الساعة قد تم تصميمها. من خلال التجانس، يستنتج المرء أيضاً أن الكائنات الحية هي الأخرى مصممة. في عام 1859، ادعى تشارلز داروين أن الكائنات الحية تشبه حجر بيلي أكثر من الساعة، وادعى أن كل شيء نسبه بيلي إلى التصميم يمكن أن يُعزى بشكل طبيعي من خلال الأصل والتعديل.
تمتلك الكائنات المتنوعة سمات متجانسة. وقد يكون (أو لا يكون) التنادد في بعض الحالات بسبب التوارث من سلف مشترك، لكنه بالتأكيد لا يرجع إلى تشابه الجينات أو تشابه مسارات النمو. في عام 1971، كتب غافن دي بير التالي: “ما الآلية التي يمكن أن تؤدي إلى إنتاج أعضاء متجانسة، نفس ”الأنماط “، حتى إن لم تسيطر الجينات عليها؟ لقد طرحت هذا السؤال في عام 1938، ولم يرد أحد عليه”. بعد مرور ستة وعشرين عاماً، لمّا يجب أحدٌ على هذا السؤال.